# Monica-Mihaela Știrbu

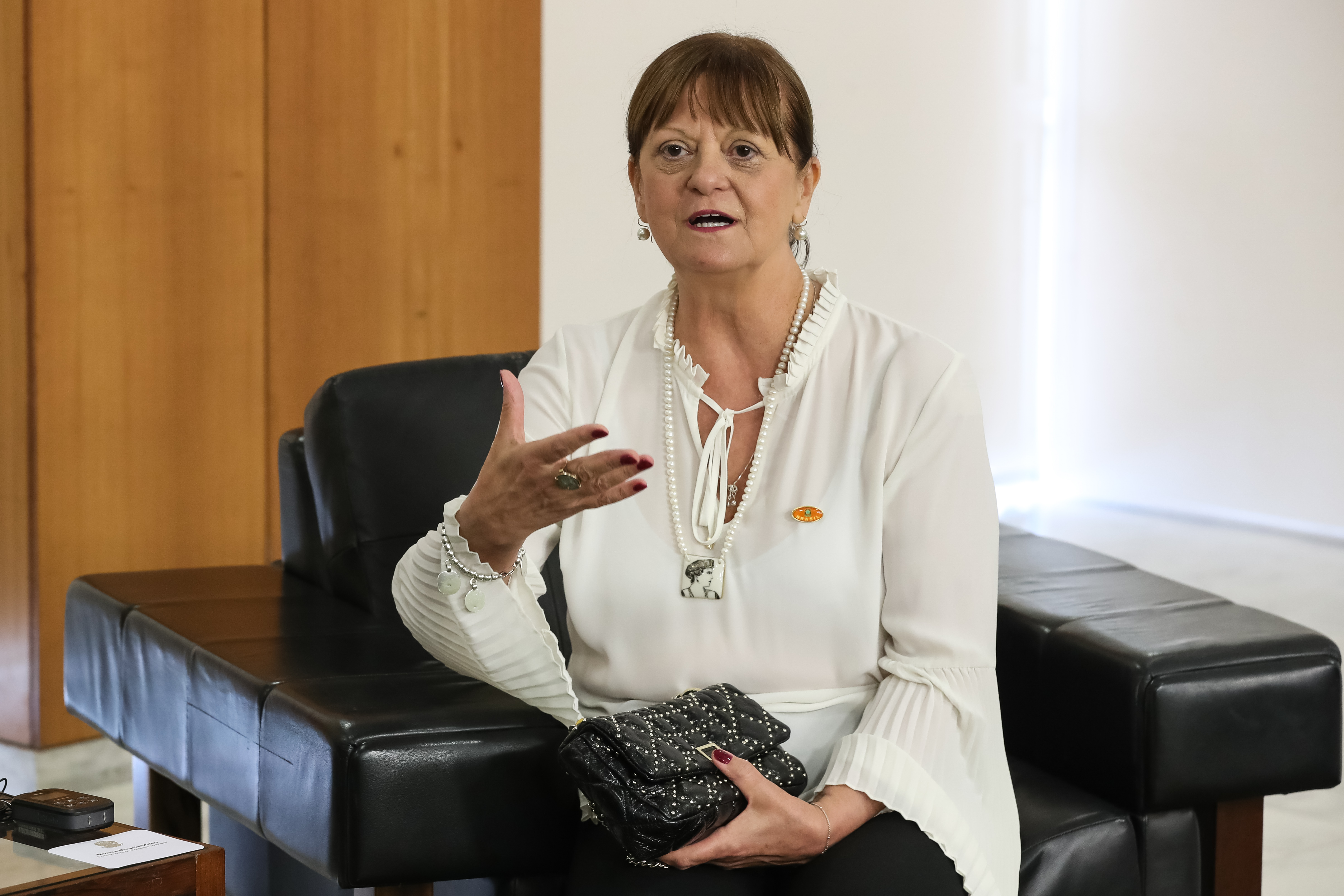
Monica-Mihaela Știrbu, 2021

Monica-Mihaela Știrbu (n. 6 noiembrie 1956) este un politician român, fost membru al Parlamentului României, ales pe listele PNL. Monica-Mihaela Știrbu a fost validată ca deputat pe data de 29 iunie 2005, când l-a înlocuit pe deputatul Octavian-Claudiu Radu și a demisionat pe data de 7 februarie 2007, când a fost înlocuită de deputatul Gabriel Plăiașu. Apoi a fost consul general al României la Sevilla și Bilbao. Din 2016 până în 2021 a fost ambasador al României în Chile. Din 2021 este ambasadorul României în Brazilia.